# Prince Hall

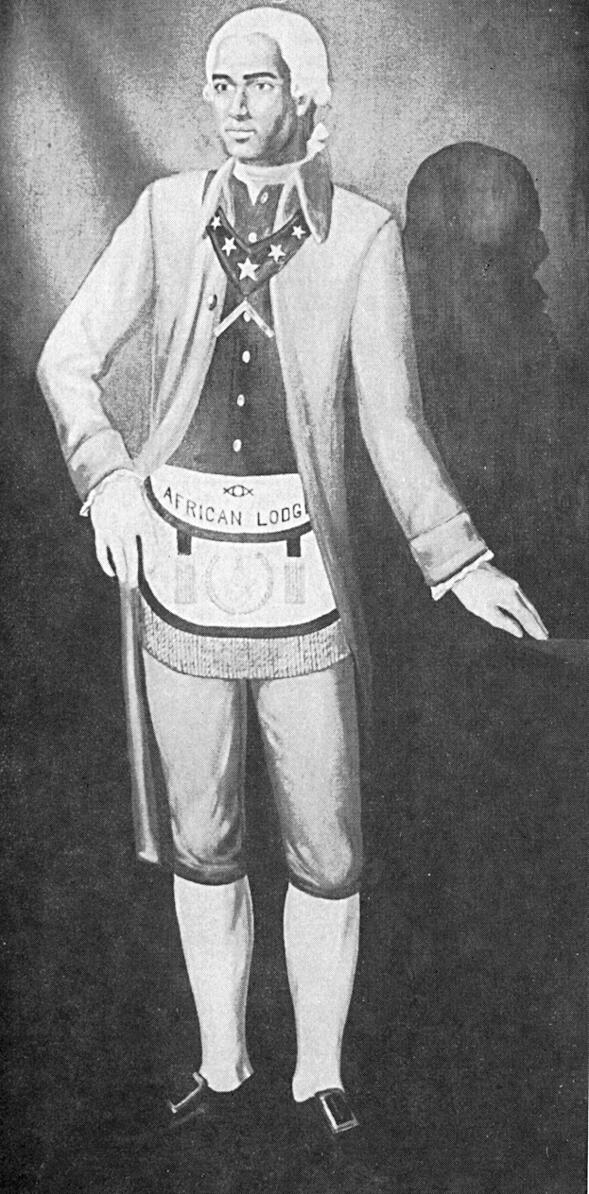
Porträt von Prince Hall in freimaurerischer Kleidung

Prince Hall (* 1735; † 4. Dezember 1807) gilt als der Begründer der Freimaurerei für Schwarze in den Vereinigten Staaten. Heute ist sie bekannt als Prince Hall Freemasonry (Prince-Hall-Freimaurerei).

## Geburt
Über das Geburtsdatum und den Geburtsort können nur Vermutungen angestellt werden. Hall kam entweder in Massachusetts oder auf Barbados zur Welt und sein Geburtsjahr wird in der Regel entweder mit 1735 oder 1738 angegeben. Erzählungen über Prince Halls Geburt und Jugend sind nicht wissenschaftlich bewiesen und scheinen durch ihre Autoren (vor allem William H. Grimshaw, 1903) erfunden worden zu sein.
Die Dokumente von Massachusetts zeigen, dass der Sklavenhalter William Hall einen Mann namens Prince Hall am 9. April 1765 in die Freiheit entlassen hatte. Diese Quelle kann aber nicht mit Prince Hall in Verbindung gebracht werden, weil nach Aussage dieses Dokumentes ebenfalls 21 Männer namens Prince Hall freigelassen worden sind. Auch lebten mehrere andere freie Männer mit den identischen Namen zur gleichen Zeit in Boston. Es ist auch nicht bekannt, ob er frei geboren wurde oder ein ehemaliger frei gelassener Sklave war.

## Die Zeit als Aktivist in Boston
Prince Hall war ein registrierter Wähler in Boston. Er arbeitete für den Abolitionismus und war ein Aktivist in der Bürgerrechtsbewegung. Dort engagierte er sich speziell für Gesetze, die für freie Schwarze in Massachusetts aufgestellt wurden, um diesen Schutz vor Entführung durch Sklavenhändler zu gewähren. Ebenfalls engagierte er sich für die Errichtung von Schulen für schwarze Kinder; er selbst betrieb eine Schule in seinem eigenen Haus.
Am 6. März 1775 wurden Prince Hall und vierzehn andere freie schwarze Männer in die Freimaurerei aufgenommen. Die Aufnahme erfolgte in einer britischen Feldloge, welche unter der Protektion der Military Lodge Nr. 441 stand, die ihren Sitz in Boston hatte.
Es ist wahrscheinlich, dass Prince Hall während des Amerikanischen Unabhängigkeitskrieges in der Massachusetts-Armee diente, hingegen ist diese Behauptung durch Quellen nicht zu untermauern, weil mindestens sechs Männer aus Massachusetts mit dem Namen Prince Hall im Militär zeitgleich gedient haben. Die Historiker George Washington Williams und Carter Woodson glauben, dass Prinz Hall an dem Unabhängigkeitskrieg mitkämpfte und einer von den vielen schwarzen Soldaten war, die auf der amerikanischen Seite an der Schlacht von Bunker Hill teilnahmen.

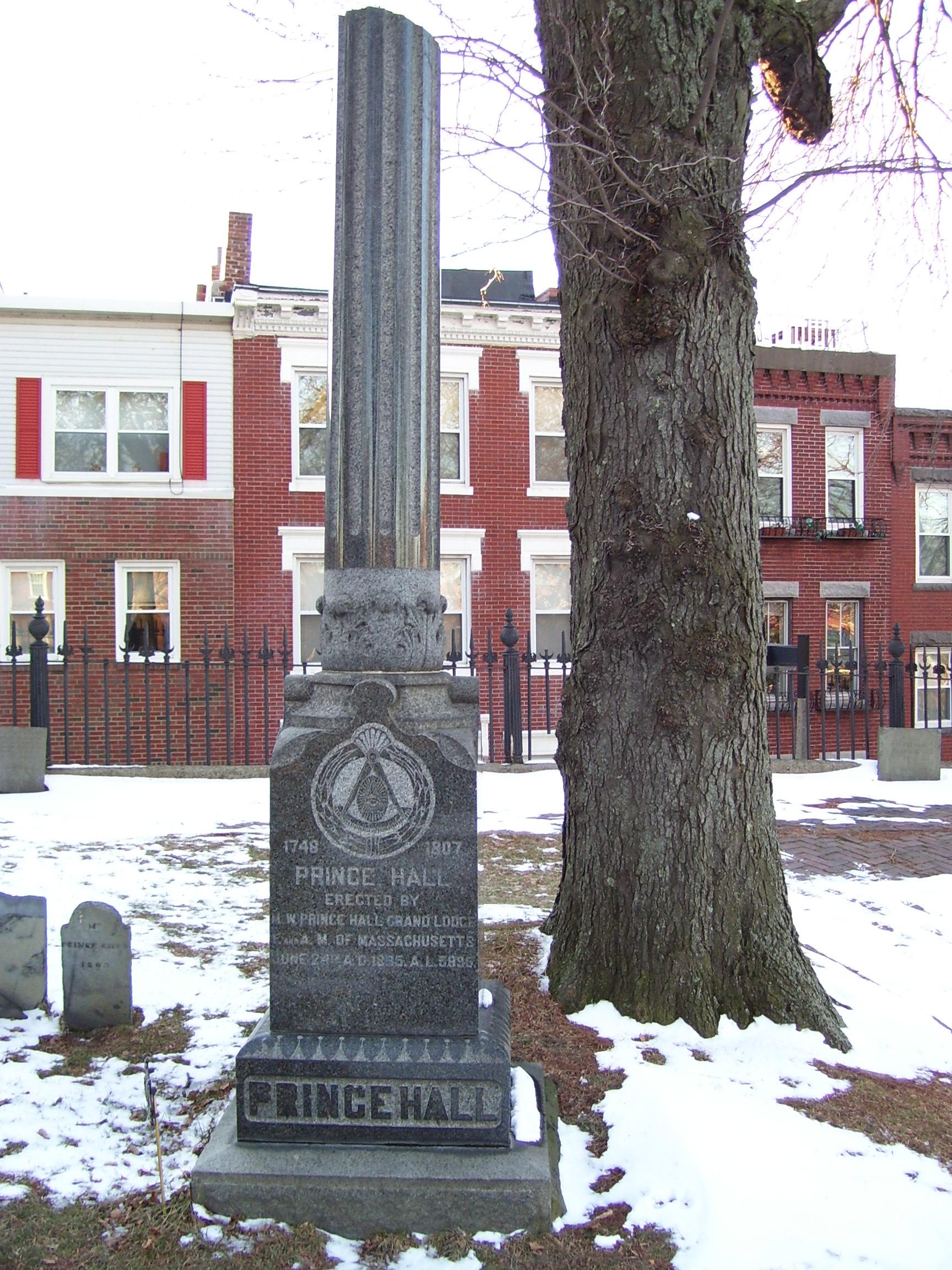
Prince Halls Grab im Copp’s Hill in Boston, Massachusetts

## Aufbau der ersten schwarzen Loge
Als die britische Armee im Jahre 1776 Boston verließ, besaßen die schwarzen Freimaurer eine Ausnahmegenehmigung für begrenzte Logenaktivitäten; namentlich wurden sie als African Lodge Nr. 1 geführt. Laut dieser Ausnahmegenehmigung waren sie berechtigt, andere Logen zu besuchen und an deren Tempelarbeit teilzunehmen. Ebenso war es ihnen erlaubt, an der Prozession am freimaurerischen St.-Johannes-Tag teilzunehmen sowie ihre Verstorbenen mit freimaurerischen Zeremoniell beizusetzen. Sie durften aber ihren Mitgliedern nicht eigenmächtig einen höheren Grad verleihen.
Ausgeschlossen von der Großloge von Massachusetts trat Prince Hall für eine Legitimierung seiner Loge ein und wandte sich an die Vereinigte Großloge von England, diese stellte ihm am 2. März 1784 eine Stiftungsurkunde aus, welche aber aufgrund von Kommunikationsproblemen nicht sofort erhalten wurde, und erst 1787 ihren Bestimmungsort erreichte.
Kurz darauf begannen schwarze Freimaurer überall in den Vereinigten Staaten mit der Kontaktaufnahme zu Prince Hall mit der Anfrage, eigene schwarze Logen in ihren jeweiligen Städten zu etablieren. In Übereinstimmung mit der europäischen freimaurerischen Praxis diente die African Lodge Nr. 1 als Mutter-Loge für die neu entstandenen schwarzen Afrika-Logen in Philadelphia und New York.
Recht schnell ergab sich ein Problem für die dem Bund der Freimaurerei beigetretenen schwarzen Männer in den neu gegründeten Vereinigten Staaten: So mussten die Mitglieder einer Loge per Abstimmung, auch Kugelung genannt, einstimmig ein neues Mitglied akzeptieren. Die Voraussetzung nur einstimmiger Ergebnisse führte dazu, dass bereits die Stimme eines einzigen Mitgliedes einer Loge ausreichte, um den Antrag auf Aufnahme abzulehnen. Da diese Abstimmungen anonym durchgeführt wurden, konnten Rassisten in den eigenen Reihen nicht identifiziert werden. Im Ergebnis blieb einigen Schwarzen die Aufnahme in eine Loge verwehrt.

## Gründung der ersten schwarzen Großloge
1791 trafen sich schwarze Freimaurer in Boston und gründeten die African Grand Lodge of North America. Prince Hall wurde einstimmig zu ihrem ersten Großmeister gewählt und bekleidete dieses Amt bis zu seinem Tod im Jahre 1807. Die African Grand Lodge of North America wurde später in Prince Hall Grand Lodge umbenannt, um ihren Gründer zu ehren.
1827 erklärte die African Grand Lodge of North America ihre Unabhängigkeit von der Vereinigten Großloge von England, genauso wie die Großloge von Massachusetts dies 45 Jahre zuvor getan hatte. Sie erklärte außerdem ihre Unabhängigkeit von allen weißen Großlogen in den Vereinigten Staaten.
Nach fast zwei Jahrhunderten der Kontroverse war die Vereinigte Großloge von England gebeten worden, über die Legitimität der Prince-Hall-Freimaurerei zu entscheiden. Sorgfältig studierte sie die Aufzeichnungen und kam zu der Entscheidung, dass der Prince Hall Grand Lodge die volle Anerkennung und Legitimation zusteht, obwohl dies gegen die Tradition verstieß, dass je Staat nur eine anerkannte Freimaurergroßloge existieren sollte.

## Prince Hall im aktuellen Zeitgeschehen
Heute existieren überwiegend schwarze Prince Hall Grand Lodges in den Vereinigten Staaten, Kanada, der Karibik und Liberia sowie überall verstreut auf der ganzen Welt.

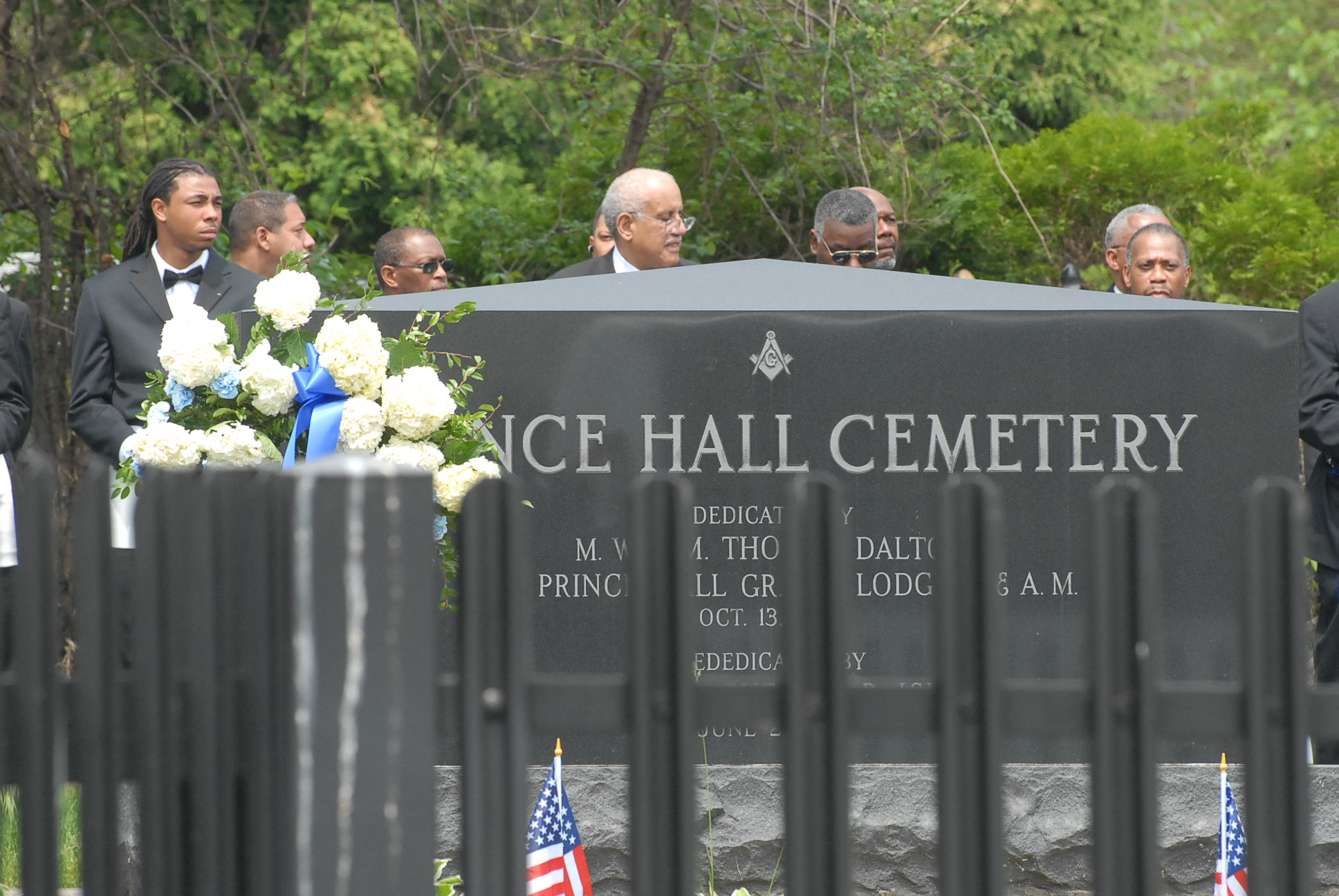
Jährliche Gedenkfeier zu Ehren von Prince Hall (Arlington, Massachusetts, Mai, 2011).

Molefi Kete Asante führt Prince Hall in seinem biografischen Lexikon der 100 größten Afro-Amerikaner auf.